# Tonton Bicha
Tonton Bicha, de son vrai nom Daniel Fils Aimé, né le 7 juillet 1973 au Cap-Haïtien, est un comédien, humoriste, musicien, acteur, auteur, rappeur, animateur radio et producteur haïtien,.

## Biographie
Daniel Fils Aimé,  communément appelé Tonton Bicha, est le plus jeune de deux frères et sœurs de la famille Fils Aimé. Il adopte le nom de scène de « Bicha » à l’âge de 15 ans, un surnom qu’il a trouvé à la suite d'une conversation  qu’il a eue avec sa mère lorsqu’il avait six ans. Revenant d’une séance de cinéma où on avait projeté un film de karaté, il s’amuse à expliquer à sa maman le film de kung-fu à son retour chez lui, en décrivant l'effet sonore du film utilisé à chaque fois qu'un mouvement d'arts martiaux était exécuté par les acteurs comme ressemblant à "bicha", "bicha ceci et "bicha cela".  Elle finit par se souvenir de la conversation et dès lors elle a commencé à l'appeler par ce surnom  «Bicha» et c'est ainsi que ce nom finit par lui rester. Fils Aimé a fréquenté les Frères de l'Instruction Chrétienne pour l'école primaire et le Collège Christ-Roi pour l'école secondaire, tous deux situés au Cap-Haïtien. Il est allé au Lycée National de Pétion ville. Il a ensuite suivi des cours universitaires en informatique, en comptabilité, en plaidoyer international et en réalisation cinématographique.

### Carrière artistique
Fils Aimé commence sa carrière de comédien à l'âge de six ans en rejoignant la troupe de théâtre familiale appelée Troupe des Jeunes Patriotes Capois. Bien qu'il continue de jouer dans divers spectacles avec la troupe de théâtre de ses parents, il développe son propre style avec le personnage de Tonton Bicha. À l'âge de seize ans, il est devenu très recherché par les stations de radio locales du Cap-Haïtien en tant qu'annonceur pour des publicités radiophoniques et des annonces générales. Durant cette période, Fils Aimé a participé et remporté la deuxième place en tant qu'interprète dans la catégorie comédie musicale dans le cadre d'un concours de campagne ayant pour thème «Dites non à la drogue» organisé par len centre d’information et de Coordination Conjointe (CICC), qui est un département public orienté vers la santé publique. Sa grande interruption de carrière était en 1992, lorsque l'un des groupes musicaux haïtiens reggae/roots les plus populaires à l'époque, en l’occurrence ''Brother's Posse'', lui a proposé de figurer dans le rôle du personnage «Tonton Bicha» sur leur chanson populaire «Anne». 
En plus de Brother's Posse, il est apparu dans plusieurs vidéoclips du groupe haïtien de renommée internationale Boukman Eksperyans. On le voit aussi sur deux albums de l'orchestre tropicana d'Haïti et deux albums de l'orchestre Septentrional. Deux groupes considérés comme des icônes haïtiennes à l'échelle nationale et internationale et aussi d'autres groupes haïtiens bien connus tels  Djakout Mizik et Haiti Twoubadou, ce dernier étant  un groupe collaboratif de plusieurs musiciens bien connus. En 2003, il a fini par accepter le rôle du personnage «Tonton Bicha» dans un film basé sur la chanson «Anne» de Brother's Posse intitulé « I love Anne» et il a repris le rôle dans sa suite de 2012 «We Love You Anne». Depuis, Fils Aimé a joué dans plus de 150 films, émissions de télévision, vidéoclips, collaborations musicales avec plusieurs groupes haïtiens: concerts, productions scéniques et radiophoniques tant en Haïti qu’à l'étranger, notamment aux États-Unis, en Europe et au Canada. Le Miami Herald l'a qualifié de «l'un des comédiens les plus connus du pays (Haïti)». En 2014, Il est pour la reconnaissance du travail des artistes aux dernières nouvelles, Tonton Bicha revient d’une prestation aux États-Unis partagée avec Papa Pyè. Selon le quotidien Le New York  time c’est le comédien le plus populaire en Haïti et le plus connu depuis le succès de Theodore Beaubrun (dit Languichatte) au début des années 1980. Il fait des publicités lucratives pour plus d'une vingtaine de produits. Il est devenu riche et célèbre en tant que pitchman.  Il était l’un des conseillers en communication de l’ex président de la république d’Haïti, Joseph Michel Martelly , ancienne star de la musique haïtienne  connu sous le nom de Sweet Micky.

#### Auteur
Il n'est guère interdit d'interpréter le plus de personnages que possible, Bicha semble avoir bien saisi la leçon. En effet, après s'être essayé au cinéma, au chant et à la publicité, le comédien enfile le costume d’écrivain. Il est peut-être le premier comédien à signer son œuvre littéraire à Livres en folie. Daniel Fils Aimé, baptisé «Tonton Bicha» tout comme le titre de son livre qui ne nous surprend pas du tout, devient un touche-à-tout. «Tonton Bicha», titre édité en partenariat avec Communication Plus avec la collaboration de Hugues Boisrond, aura conquis un nouveau public pour Bicha. C'est un guide d'excellence de 112 pages écrit en français par Daniel Fils Aimé en quatre mois. Selon l'auteur, la tâche n'a pas été pénible, puisqu'il avait l'aptitude d'écrire des scripts de théâtre et des spots publicitaires,.

#### Rappeur
Étonnamment l'humoriste Tonton Bicha prouve au grand public qu’il a d'autres talents, en se lançant dans l'Hip Hop, via une collaboration entre Baky et Wendy, dans une version intitulé Koudeta; dès lors, les rivalités s'enflamment. Le chanteur assez connu  Roody ayant produit un tube qui aurait blessé de nombreux rappeurs, lequel n’est pas resté lettre morte, l’intervention de Bicha s'est imposée  dans cette lutte acharnée et sans merci. Tonton Bicha ou du moins MC Bicha s’immisce et semble faire plus de poids que même les plus concernés par l’affaire .
Par la Suite, des publications sur une chaine youtube nous révèle que MC Bicha est un rappeur à succès. Parmi ces dernière nouvelles relatives à cette nouvelle confrontation, le tube Doub Sis de Bicha se trouve en tête de liste avec plus de 120.000 vues en seulement trois jours, devancé de quelques 15.000 vues par Doub Blan du Rappeur Baky qui aurait mis 5 jours pour atteindre ce record. Notons que 24 heures après sa sortie, l’œuvre de MC Bicha a atteint 100.000 vues sur youtube. Ironie du sort, le hit maker Trouble Boy n’a même pas atteint 3.000 vues avec son morceau Revise, paru à la même époque. Qui l’aurait cru? MC Bicha dans sa nouvelle carrière, aurait déjà fait ses preuves en surclassant des talents déjà confirmés tels que P Jay et Roody RoodBoy et se frotte de très près à un ténor du mouvement comme Baky. L’artiste avait promis la sortie du clip de son premier Hit Doub Sis sur Juno7.

## Vie  familiale
Le comédien Tonton Bicha a deux fils et deux filles. 
Yanel, Darnel, Axelle et Naelle Fils Aimé.

## Filmographie
On peut le voir dans de nombreux films haïtiens, dont I love you Anne en 2003 (où il incarne un père jaloux qui ne veut pas que sa fille sorte avec un garçon avec des cheveux tressés), la suite We love you Anne en 2013, La Peur d'aimer, Show kola et Millionnaire par erreur.

## Distinctions
- Bicha a été honoré le 25 juillet par First Class Production pour l’ensemble de sa carrière[6]. Le roi de la pub haïtienne dit tout de go que cette soirée (tout comme les autres qui lui ont été dédiées) lui fait chaud au coeur. Par le passé, il a été honoré par la Caribbean Production puis par le CD1804[11],[12].
- En 2004 , il a été honoré  comme meilleur acteur du film  I LOVE YOU ANNE[13].
- En 2007 -2011 , Prix du Ministère de l'Éducation Nationale et de la Lecture pour sa contribution à la Campagne Nationale pour la Lecture
- En 2016, il a reçu un Certificat d'appréciation de l'Ambassade américaine à Port-au-Prince.
- En 2017 ,Meilleur comédien des Haitian Music Awards
- Tonton Bicha élu «Homme de l'année 2012» en Haïti[14].
- En 2019, Production de première classe
- En 2020, 4e Sommet technologique annuel d'Haïti
- Nommé pour les meilleurs influenceurs de la culture industrielle d'Haïti (mai 2019)Tonton Bicha , honneur et mérite

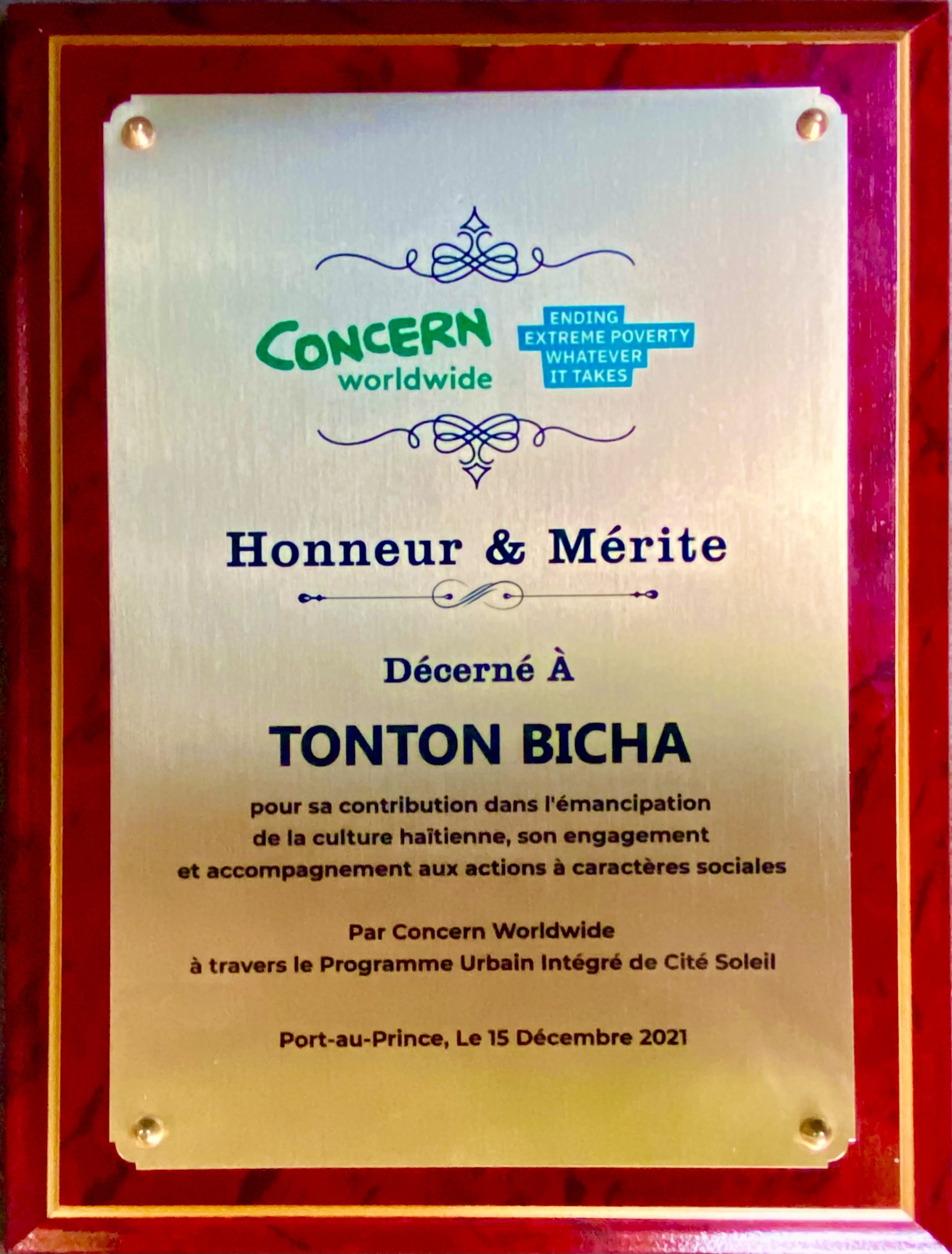
Tonton Bicha, honneur et mérite

- 2021 soit le 15 Décembre, à Concern Worldwide à Port-au-Prince, Tonton Bicha a été honoré pour sa contribution dans l’émancipation à la culture haïtienne  pour son engagement et son accompagnement aux actions à caractère social.